# Virola guatemalensis
Virola guatemalensis är en tvåhjärtbladig växtart som först beskrevs av William Botting Hemsley, och fick sitt nu gällande namn av Otto Warburg. Virola guatemalensis ingår i släktet Virola och familjen Myristicaceae. Inga underarter finns listade i Catalogue of Life.